# Deaflympics d'hiver de 1987
Les Deaflympics d'hiver de 1987, officiellement appelés les 11e Deaflympics d'hiver, ont lieu du 7 février au 14 février 1987 à Oslo, en Norvège. Les Jeux rassemblent 129 athlètes de 15 pays. Ils participent dans deux sports et trois disciplines qui regroupent un total de dix-huit épreuves officielles, soit une épreuve de plus qu'en 1983. Le nouveau participant est la Nouvelle-Zélande. L'équipe de Norvège a remporté le Deaflympics d'hiver de 1987.

## Sport

### Sports individuels
- Patinage de vitesse
- Ski Descente
- Ski de fond
- Ski slalom
- Ski slalom géant

### Sports en équipe
- Ski de fond Relais

## Pays participants
- Allemagne de l'Ouest
- Australie
- Autriche
- Canada
- Finlande
- États-Unis
- France
- Italie
- Japon
- Norvège
- Nouvelle-Zélande
- Royaume-Uni
- Suède
- Suisse
- Union soviétique

## Compétition

### Tableau des médailles
- Pays organisateur (Norvège)

| Rang | Nation               | Or     | Argent | Bronze | Total |    |
| ---- | -------------------- | ------ | ------ | ------ | ----- | -- |
| 1    | Norvège              | 4      | 5      | 4      | 13    |    |
| 2    | Finlande             | 3      | 3      | 0      | 6     |    |
| 3    | Canada               | 3      | 1      | 0      | 4     |    |
| 4    | Autriche             | 2      | 2      | 1      | 5     |    |
| 5    | Australie            | 2      | 1      | 0      | 3     |    |
| 6    | Allemagne de l'Ouest | 2      | 0      | 1      | 3     |    |
| 7    | Union soviétique     | 1      | 3      | 6      | 10    |    |
| 8    | Suisse               | 1      | 2      | 1      | 4     |    |
| 9    | Royaume-Uni          | 0      | 1      | 2      | 3     |    |
| 10   | États-Unis           | 0      | 0      | 1      | 1     |    |
| 10   | France               | 0      | 0      | 1      | 1     |    |
| 10   | Italie               | 0      | 0      | 1      | 1     |    |
| 13   | Japon                | 0      | 0      | 0      | 0     |    |
| 13   | Suède                | 0      | 0      | 0      | 0     |    |
| 13   | Nouvelle-Zélande     | 0      | 0      | 0      | 0     |    |
| 13   | Total:               | Total: | 18     | 18     | 18    | 54 |

### La France aux Deaflympics
Il s'agit de sa 8e participation aux Deaflympics d'hiver. Avec un total de 9 athlètes français, la France parvient à se hisser à la 10e place dans le classement par nation.

#### Médaillés
Les sportifs français ont remporté une seule médaille de bronze.>
- Ski Descente Femme : Paiani Véronique